# Secure Data Manager
Secure Data Manager o anche SDM è un software open source per la gestione di password, multipiattaforma.

## Caratteristiche

### Gestione delle password
Le dati memorizzati nell'applicazione, possono essere divise in cartelle (creando così una struttura ad albero).
SDM tiene traccia dell'orario di creazione, modifica, ultimo accesso e scadenza per ogni password contenuta.

### Importazione ed esportazione
La lista delle password può essere esportata, salvandola nei formati XML e CSV.

### Generatore di password integrato
SDM ha un generatore di password integrato che produce password casuali.

## Altre versioni
- SDM Android, versione di SDM per la piattaforma Android